# Afeganite

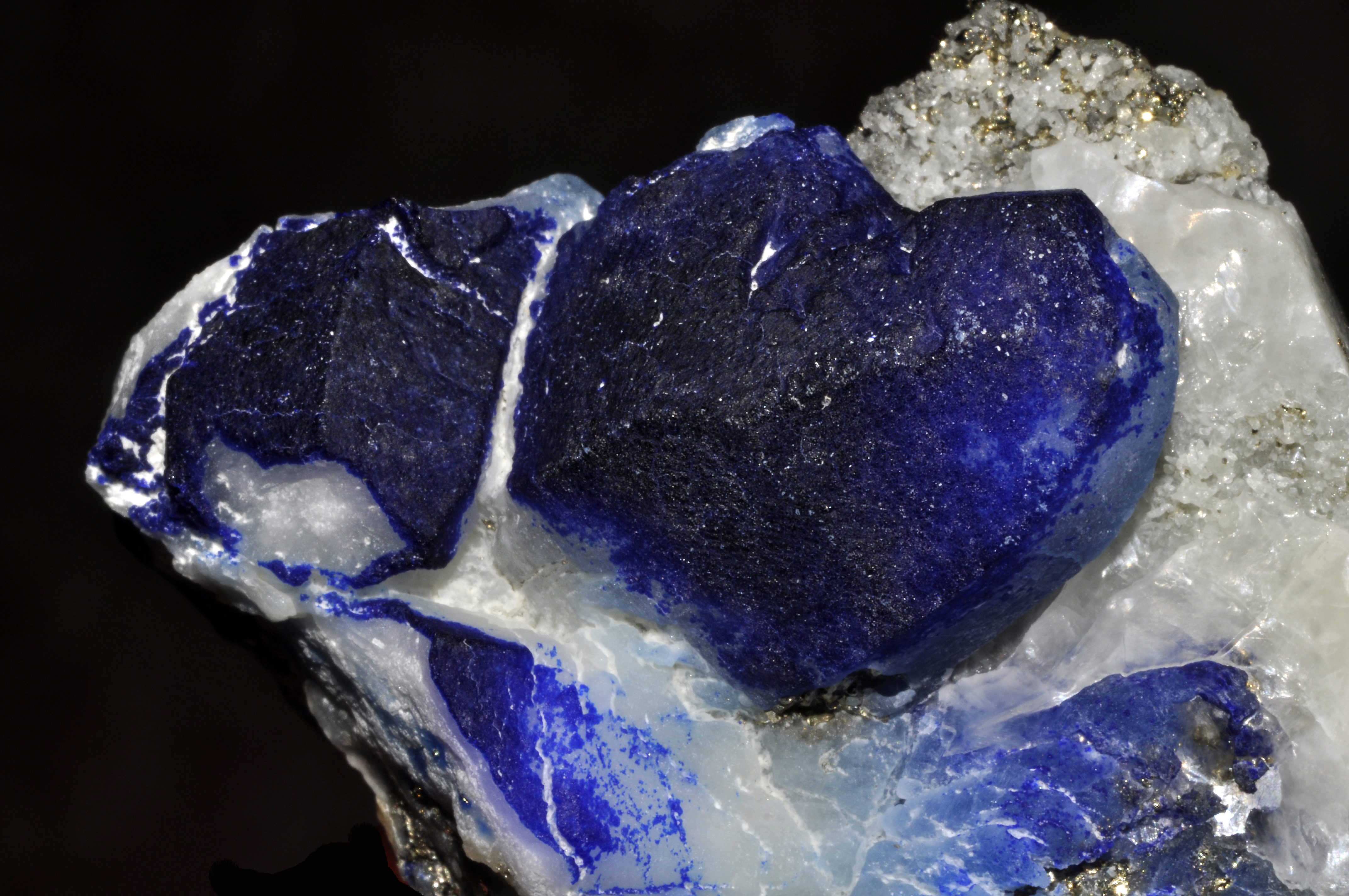
Afeganite

Afeganite é um mineral composto aluminossilicato de sulfato, cloreto e carbonato de sódio, cálcio e potássio, cuja fórmula química é (Na,Ca,K)8[Al6Si6O24](SO4,Cl2,CO3)3 · 0.5H2O. A afeganite é um feldspatóide, do grupo da cancrinita e normalmente ocorre com minerais do grupo da sodalita. Ocorre em veios nos cristais de lazurite e em xenólitos calcários em pedra-pomes.
Varia de azul a incolor, tem cristais maciços no sistema hexagonal. Tem dureza Mohs de 5,5 a 6 e densidade  2,55-2,65. Tem valores de índice de refracção de nω = nε = 1,523 e 1,529. Tem uma direcção de clivagem perfeita e exibe uma fractura concoidal (em forma de concha). Tem uma fluorescência cor-de-laranja brilhante.
Foi descoberto em 1968 numa mina de lápis-lazúli, em Sar-e-Sang na Província de Badakhshan, Afeganistão e recebeu o nome desse país. Também tem sido encontrado na Alemanha, Itália, montanhas Pamir no Tadjiquistão, lago Baikal na Sibéria, em Nova Iorque nos Estados Unidos e Terra Nova, Canadá.